# Волки (Поставский район)
Волки (белор. Ваўкi) — деревня в Дуниловичском сельсовете Поставского района Витебской области Белоруссии. 

## Административное устройство
Ранее входила в состав Новосёлковского сельсовета. Являлась административным центром и входила в состав Волковского сельсовета.
С 7 июля 2023 года входит в состав Дуниловичского сельсовета.

## География
Деревня расположена в 13 км от города Поставы и в 7 км от центра сельсовета.

## История
В 1873 году в деревне 36 душ.
В начале ХХ ст. — в Маньковичской волости Вилейского уезда Виленской губернии.
В 1905 году- 155 жителей и 207 десятин земли.
В результате советско-польской войны 1919—1921 гг. деревня оказалась в составе Срединной Литвы.
С 1922 года — в составе Виленского воеводства Польши (II Речь Посполитая).
В сентябре 1939 года деревня была присоединена к БССР силами Белорусского фронта РККА.
С 15 января 1940 года — в Новосёлковском сельсовете Поставского района. Вилейской области БССР.
На 01.09.1954 год — 27 хозяйств.
В 1963 году — 24 дворов, 50 жителей.
С 17 мая 1985 года — в Лукашовском сельсовете.
С 24 августа 1992 года — в Новосёлковском сельсовете.
В 2001 году — 5 дворов, 7 жителей, в колхозе имени Суворова.